# Zeb vs. Paprika
Zeb vs. Paprika é um curta-metragem norte-americano de 1924, do gênero comédia, estrelado por Stan Laurel.

## Elenco

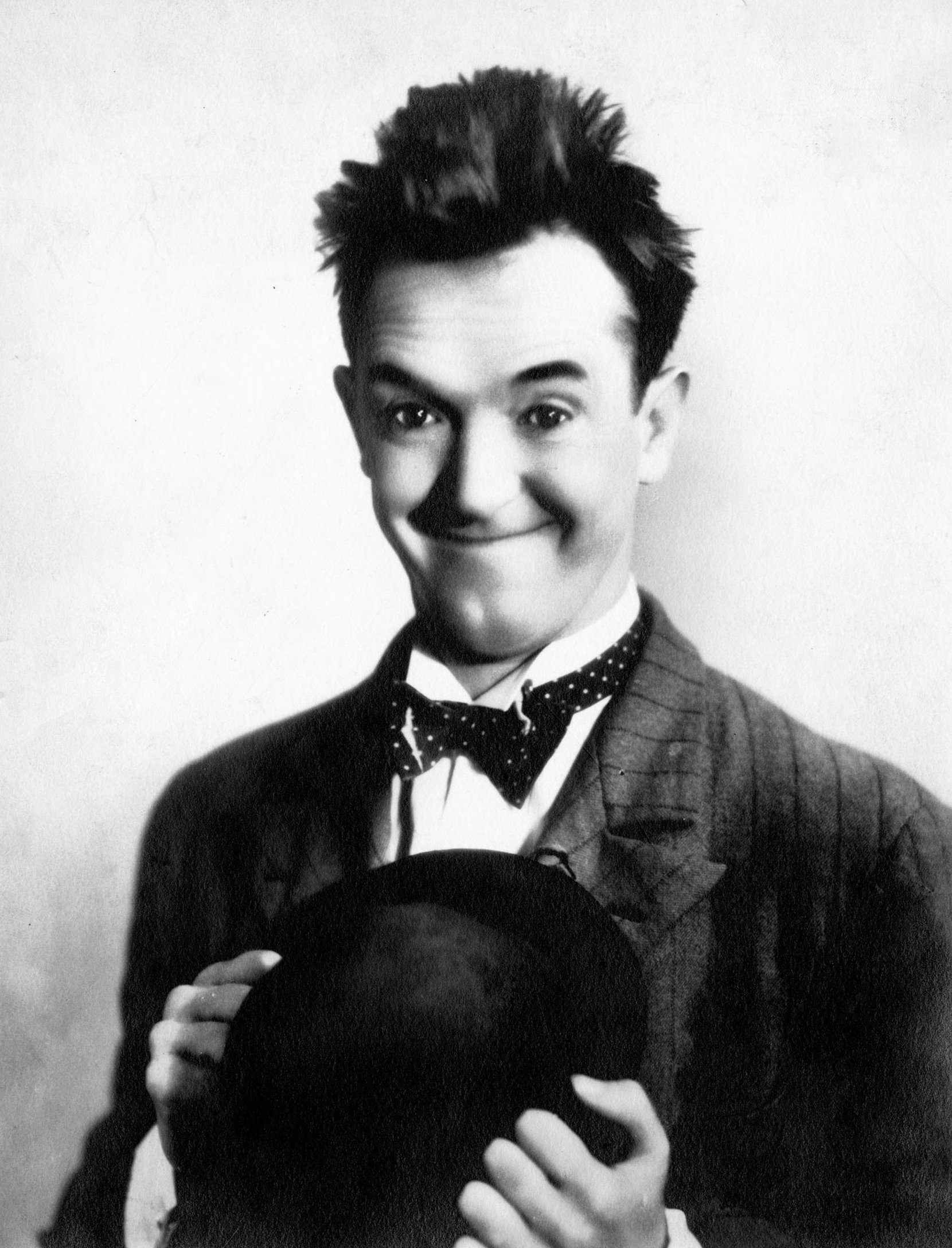
Stan Laurel

- Stan Laurel - Dippy Donawho
- James Finlayson - Seu treinador
- Ena Gregory
- George Rowe
- Eddie Baker
- Jack Ackroyd
- Mildred Booth
- Sammy Brooks
- Billy Engle
- Al Forbes
- Dick Gilbert
- William Gillespie
- Helen Gilmore
- Charlie Hall
- Fred Karno Jr.
- Charles Lloyd
- Earl Mohan
- John B. O'Brien
- Al Ochs
- Harry L. Rattenberry
- Noah Young